# رتبة (تصنيف)
الرُتبة ج.: رُتَب (باللاتينية: Order) مرتبة تصنيفية في علم التصنيف تشمل عدة فصائل وتنتمي بدورها إلى صف.